# Paralaophonte spinicauda
Paralaophonte spinicauda är en kräftdjursart som först beskrevs av T. och A. Scott 1895.  Paralaophonte spinicauda ingår i släktet Paralaophonte och familjen Laophontidae. Inga underarter finns listade i Catalogue of Life.